# Dyscia favillacearia
Dyscia favillacearia är en fjärilsart som beskrevs av Jacob Hübner 1796-1799. Dyscia favillacearia ingår i släktet Dyscia och familjen mätare. Inga underarter finns listade i Catalogue of Life.